# Satyrus decorata
Satyrus decorata är en fjärilsart som beskrevs av Ramon Agenjo Cecilia 1963. Satyrus decorata ingår i släktet Satyrus och familjen praktfjärilar. Inga underarter finns listade.